# Patrick Malahide
Patrick Malahide est un acteur, scénariste et producteur de cinéma britannique né le 24 mars 1945 à Reading.

## Filmographie

### Comme acteur
- 1977 : The Eagle of the Ninth (feuilleton TV) : Cradoc
- 1978 : Sweeney 2 : Major Conway
- 1980 : Dying Day (TV) : Police sergeant
- 1981 : Educating Marmalade (série télévisée) : Mr. McCrum
- 1984 : Charlie (feuilleton TV) : Saul
- 1984 : Joie et Réconfort : Colin
- 1984 : La Déchirure (The Killing Fields) : Morgan
- 1985 : The Russian Soldier (TV) : John Carter
- 1985 : The Pickwick Papers (en) (série télévisée) : Mr. Jingle
- 1985 : Pity in History (TV) : Factor
- 1985 : Minder on the Orient Express (TV) : Det. Sgt. Albert 'Charlie' Chisholm
- 1986 : The December Rose (feuilleton TV) : Mr. Hastymite
- 1986 : The Singing Detective (feuilleton TV) : Mark Finney, Raymond, Mark Binney
- 1987 : Miss Julie (TV) : Jean
- 1987 : Our Geoff (TV) : Geoffrey
- 1987 : Un mois à la campagne : Reverend Keach
- 1988 : News at Twelve (série télévisée) : Arthur Starkey
- 1988 : The One Game (TV) : Magnus
- 1988 : The Franchise Affair (TV) : Robert Blair
- 1988 : Minder: An Officer and a Car Salesman (TV) : Albert 'Charlie' Chisholm
- 1989 : Living with Dinosaurs (TV) : Uncle Adrian
- 1989 : After the War (feuilleton TV) : Schoolmaster
- 1990 : December Bride (en) de Thaddeus O'Sullivan : Rev. Edwin Sorleyson
- 1990 : Les 6 de Birmingham: 16 ans d'erreur (The Investigation: Inside a Terrorist Bombing) (TV) : Mike Mansfield
- 1991 : Smack and Thistle (TV) : Dirk-Brown
- 1991 : Children of the North (TV) : Colonel Mailer
- 1991 : Means of Evil (TV) : Axel Kingman
- 1992 : Force of Duty (TV)
- 1992 : The Secret Agent (TV)
- 1992 : Performance (en) (TV) : Dr. Rank
- 1992 : The Blackheath Poisonings (TV) : Robert Dangerfield
- 1994 : Middlemarch (feuilleton TV) : Rev. Edward Casaubon
- 1994 : A Man of No Importance : Inspector Carson
- 1995 : Two Deaths : George Bucsan
- 1995 : Kidnapped (en) (TV) : Ebenezer
- 1995 : L'Île aux pirates (Cutthroat Island) : Govenor Ainslee
- 1996 : Au revoir à jamais (The Long Kiss Goodnight) de Renny Harlin : Leland Perkins
- 1997 : Deacon Brodie (TV) : Bailie Creech
- 1997 : L'Éducatrice et le tyran (The Beautician and the Beast) de Ken Kwapis : Leonid Kleist
- 1997 : L'Amour de ma vie ('Til There Was You) : Timo
- 1998 : U.S. Marshals : Bertram Lamb, Security Service Director
- 1998 : Miracle at Midnight (TV) : Georg Duckwitz
- 1998 : Heaven : Dr. Melrose
- 1999 : Fortress 2 - Réincarcération (Fortress 2) : Peter Teller
- 1999 : Captain Jack : Mr. Lancing
- 1999 : Le monde ne suffit pas (The World Is Not Enough) : Lachaise
- 1999 : All the King's Men (TV) : Capt. Claude Howlett
- 2000 : Ordinary Decent Criminal : Commissioner Daly
- 2000 : Billy Elliot : Principal
- 2000 : Quills, la plume et le sang (Quills) : Delbené
- 2001 : Capitaine Corelli (Captain Corelli's Mandolin) : Colonel Barge
- 2001 : Victoria et Albert (Victoria & Albert) (TV) : Sir John Conroy
- 2002 : The Abduction Club : Sir Myles
- 2002 : Le Rideau final (The Final Curtain) (TV) : Dr. Colworth
- 2002 : Goodbye, Mr. Chips (TV) : Ralston
- 2003 : In Search of the Brontës (TV) : Patrick Bronté
- 2003 : Hercule Poirot (série TV, épisode Cinq petits cochons) : Sir Montague Depleach
- 2004 : Eurotrip : Arthur Frommer
- 2004 : Amnesia (TV) : D.I. Brennan
- 2005 : Sahara : Ambassador Polidori
- 2005 : Friends & Crocodiles (TV) : Anders
- 2005 : Elizabeth I (TV) : Sir Francis Walsingham
- 2006 : The Rocket Post : Charles Ilford
- 2006 : Like Minds : Headmaster
- 2008 : The 39 Steps : Professeur Fisher
- 2010: Hamlet: Le roi Claudius
- 2012 : Game of Thrones (TV) : Balon Greyjoy
- 2012 : The Paradise : Lord Glendenning
- 2012: Hunted (TV): Jack Turner
- 2018 : Mortal Engines de Christian Rivers : Magnus Crome
- 2021 : The Protégé de Martin Campbell : Vohl
- 2023 : Liaison (TV) : Jack Rowdy

### Comme scénariste
- 1996 : The Writing on the Wall (TV)

### Comme producteur
- 1996 : The Writing on the Wall (TV)